# 富爾德河
52°51′21″N 9°35′48″E / 52.855932309028°N 9.5966327924186°E

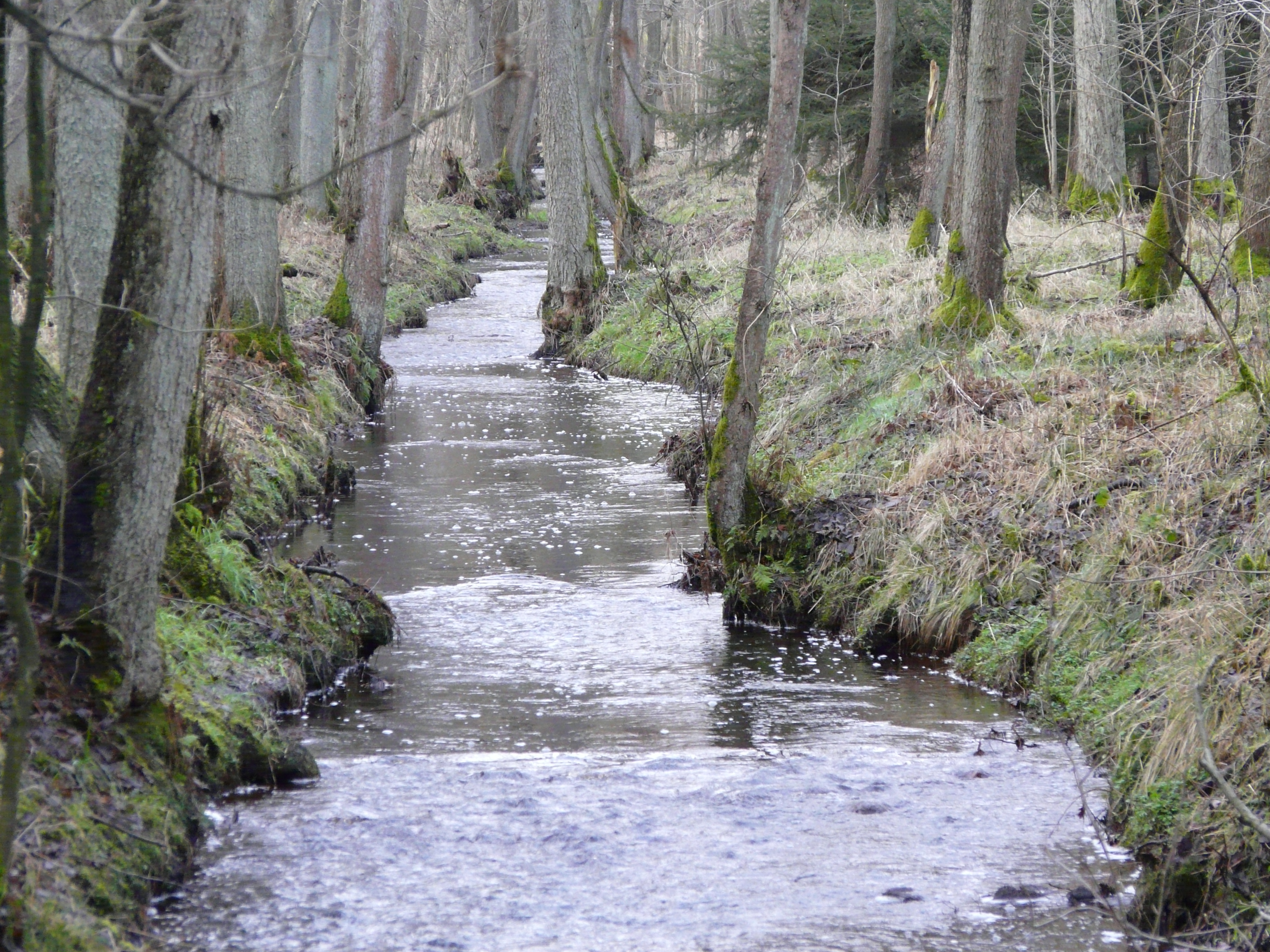
富爾德河

富爾德河（德語：Fulde），是德國的河流，位於該國西北部，由下薩克森州負責管轄，屬於伯默河的支流，河道全長11公里，流域面積31.2平方公里，河口處在瓦爾斯羅德。